# رزندو هرناندز
رزندو هرناندز (انگلیسی: Rosendo Hernández; ۱۱ مارس ۱۹۲۲ – ۳ اوت ۲۰۰۶) بازیکن فوتبال اهل اسپانیا بود.
از باشگاه‌هایی که در آن بازی کرده‌است می‌توان به باشگاه فوتبال اسپانیول، باشگاه فوتبال اتلتیکو مادرید، باشگاه فوتبال رئال ساراگوسا، باشگاه فوتبال رئال بتیس، و باشگاه فوتبال لاس پالماس اشاره کرد.
وی همچنین در تیم ملی فوتبال اسپانیا بازی کرده‌است.